# گروه اسپورادیک
در نظریه گروه ها، یک گروه اسپورادیک (به انگلیسی: Sporadic Group) (یا گروه های نامنظم، تک و توک و ...)، یکی از ۲۶ گروه استثنایی است که در طبقه بندی گروه های ساده متناهی یافت می شوند.
یک گروه ساده، گروهی است که زیر گروه محض و نابدیهی نرمالی نداشته باشد. قضیه دسته بندی گروه های متناهی ساده می گوید که لیست گروه های ساده متناهی شامل ۱۸ دسته نامتناهی-شمارا از چنین گروه هایی به علاوه ۲۶ گروه استثنایی که در الگوی نظام مند آن ۱۸ گروه نمی‌گنجند. به این ۲۶ گروه استثنایی، گروه های اسپورادیک (یا گروه های نامنظم، تک و توک و ...) می گویند. 